# جوليان يونغ
المارشال الجوي جوليان ألكسندر يونغ (بالإنجليزية: Julian Alexander Young)‏ ضابط في سلاح الجو الملكي الذي يشغل حاليا منصب رئيس العتاد الجوي في معدات الدفاع والدعم.

## المسيرة العسكرية
عين يانغ في سلاح الجو الملكي في 31 أغسطس 1980. أصبح قائد المحطة في كلية كوسفورد لهندسة الطيران في عام 2002. تولى رئاسة أركان القوات الجوية في قيادة سلاح الجو الملكي في فبراير 2007 ومدير مراجعة دعم الدفاع في أغسطس 2009 ورئيس دعم الموظفين في قيادة سلاح الجو الملكي في ديسمبر 2010. بعد ذلك أصبح المدير الفني وكبير موظفي الإعلام في معدات الدفاع والدعم في ديسمبر 2012 ومدير طائرات الهليكوبتر في معدات الدفاع والدعم في فبراير 2015 ورئيس العتاد الجوي في معدات الدفاع والدعم في أبريل 2016.
تم تعيينه رفيق آمر الطريق في عام 2013 ضمن تكريمات السنة الجديدة وانتخب زميلا في الأكاديمية الملكية للهندسة في عام 2016.